# Alexandre-Pierre Odart
Le comte Alexandre-Pierre Odart de Rilly (1778-1866), est un polytechnicien né à Parcay-sur-Vienne, et qui fit de l'ampélographie sa spécialité. 

## Biographie
Alexandre-Pierre Odart, issu d'une ancienne famille noble du Poitou, naît le 1er mai 1778 à Parçay-sur-Vienne (Indre-et-Loire). Il est le fils de Claude Henri Odart, seigneur de Rilly, Louzillière, Beauregard, Jaumeray, Prézault et de la Tour du Raynier, et de Jeanne Amable Chabert de Praille. Après des études dans un collège bénédictin de Pontlevoy, il est brièvement emprisonné avec son père en 1793 et 1794 à Blois — son grand-père a émigré. De 1796 à 1800, il poursuit des études à Polytechnique. Il se lance alors dans l'agriculture sur les domaines familiaux comme à Cheillé où il réside et en 1805 il acquiert le domaine de la Dorée à Esvres. Il s'y installe en 1815 alors que l'année précédente, il a épousé Marie-Charlotte Bonnin de La Bonninière de Beaumont, fille de Charles Bonnin de La Bonninière de Beaumont.
Sur son domaine de Cheillé, il améliore la culture du chanvre et y introduit le peuplier blanc (Populus alba). Il se livre à de nombreuses expérimentations (cultures, bétail) qui lui valent d'entrer à la Société d’agriculture, sciences, arts et belles-lettres du département d’Indre-et-Loire dont il devient vice-président en 1830.
Il cultive la vigne sur ses terres esvriennes, et s'attache à améliorer la qualité du vin par un choix judicieux de cépages. À cet effet, il plante de nombreuses variétés, dont il étudie le comportement, dans son vignoble. Louis-Philippe, roi des Français, en 1839, le chargea d'une enquête en Hongrie sur les vins de Tokay. Il revint avec quelques pieds de furmint qu'il planta et multiplia dans les jardins de son château de la Dorée à Esvres. 
Il rédigea un Exposé des divers modes de culture de la vigne qu'il présenta en manuscrit en mai 1836 à la Société d'Agriculture de Paris qui l'approuva à l'unanimité. L'auteur y expliquait ses méthodes de viticulture et de vinification. Elles concernaient toutes sortes de vins, y compris les mousseux, les vins de liqueur, les muscats, le tokay, le vin de paille, les vins cuits.
En 1849, il publie son Ampélographie universelle ou Traité de tous les cépages connus, renfermant la description de 700 à 800 espèces et variétés, dont le muscat. Il a publié aussi un Manuel du vigneron (Paris, librair. agric. de la Maison rustique, 1845).
Il fut maire d'Esvres de 1818 à 1826.
Il meurt à Tours le 20 août 1866 au domicile de son gendre.

## Œuvres
- Exposé des divers modes de culture de la vigne, et des différents procédés de vinification dans plusieurs des vignobles les plus renommés Tours, Mante, (1837).
- Ampélographie universelle ou Traité des cépages les plus estimés dans tous les vignobles de quelque renom, Paris, La Maison rustique, 1845, XI et 436 p. (lire en ligne)
- Manuel du vigneron (1845).

## Distinctions
- Chevalier dans l'ordre national de la Légion d'honneur en 1849[8].